# Pasul Sloboda
Locatie în M-ții Occidentali, Jud. Alba, drumul care face legătura între localitatea Aiud și Ramet.
Drumul 1071. Pasul este în jurul pădurii Sloboda: 46°19'10.8"N 23°36'02.0"E